# Rezerwat przyrody „Erzi”
Rezerwat przyrody „Erzi” (ros. Государственный природный заповедник «Эрзи») – ścisły rezerwat przyrody (zapowiednik) w Inguszetii w Rosji. Znajduje się w rejonie dżeirachskim i rejonie miejskim Sunża. Jego obszar wynosi 352,92 km², a strefa ochronna 349,4 km². Rezerwat został utworzony dekretem rządu Federacji Rosyjskiej z dnia 21 grudnia 2000 roku. Dyrekcja rezerwatu znajduje się w mieście Nazrań. Na zachód od niego znajduje się Rezerwat Północnoosetyjski.

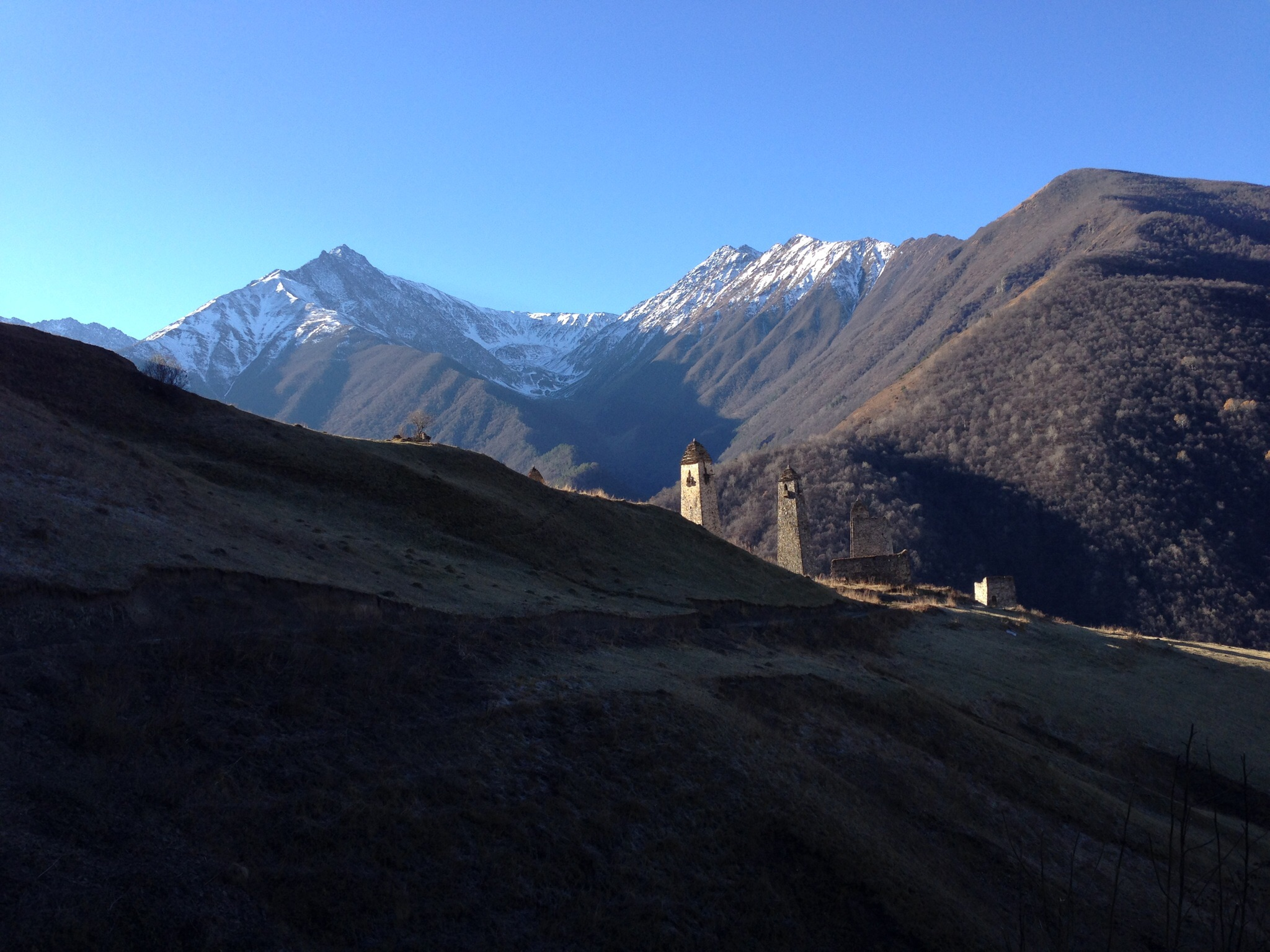

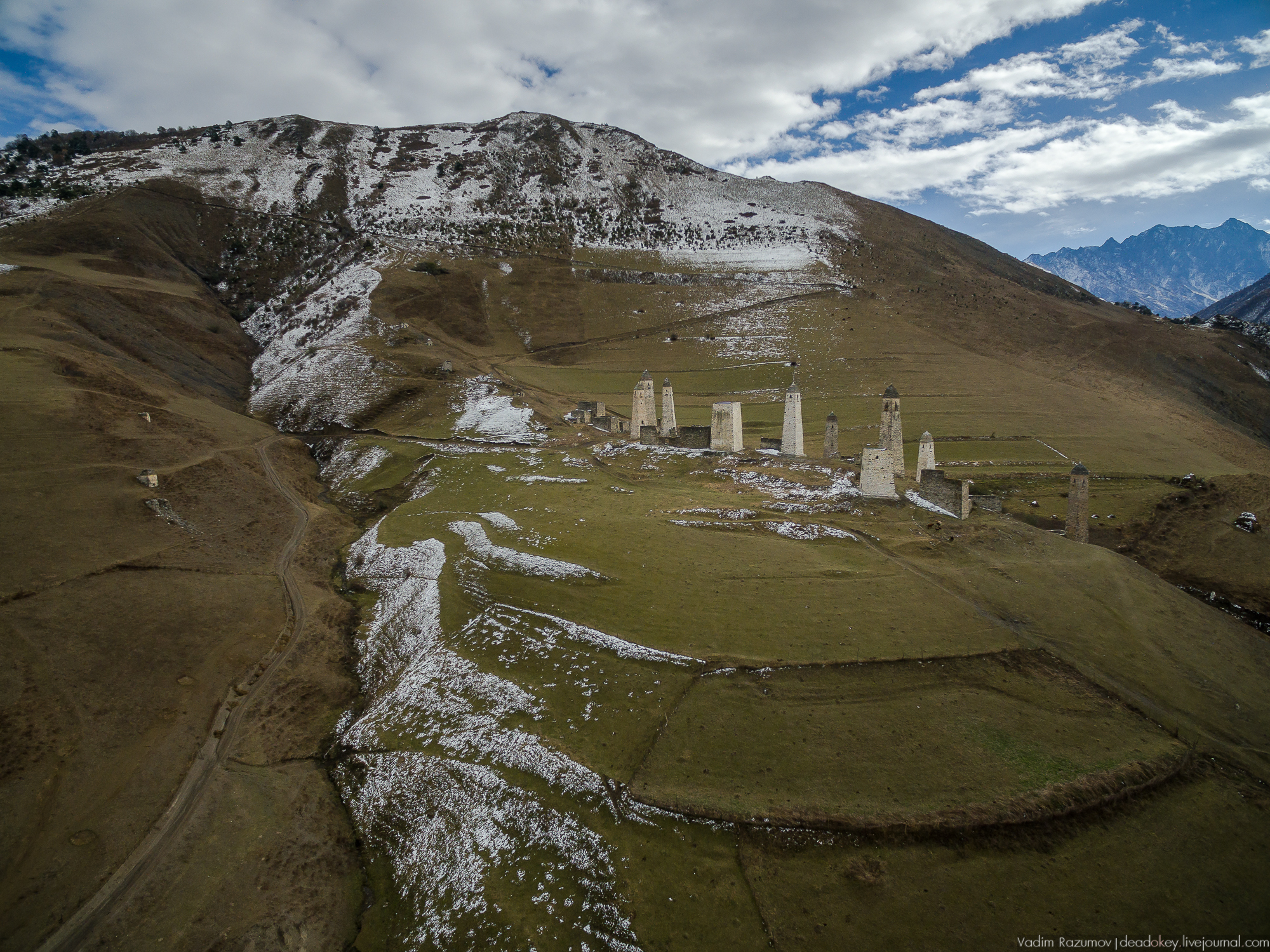

## Opis
Rezerwat znajduje się na północnych zboczach Wielkiego Kaukazu w Kotlinie Dżeirachsko-Assińskiej (ros. Джейрахско-Ассинская котловина). Od północy ogranicza go Pasmo Skaliste, a od południa Pasmo Główne (o wysokościach od 3075 do 4229 m n.p.m.). Największe rzeki to Assa (dopływ rzeki Sunża) i Archmi (dopływ rzeki Terek).

## Flora
Około jednej trzeciej terytorium rezerwatu zajmują lasy. Ze względu na górski charakter obszaru roślinność ma tu układ piętrowy. Na zboczach Pasma Skalistego, na wysokości do 800 m n.p.m., występuje las dębowy, wyżej na zboczach gór, do 1500 m n.p.m., lasy bukowe, niekiedy z domieszką klonu pospolitego. Rokitnik zwyczajny, wierzba i olsza szara rosną na terenach zalewowych rzek Assa i Armchi. Powyżej 1500 m, na stromych zboczach, drzewostan tworzy sosna hakowata z domieszką dębu, brzozy, grabu, lipy i jarząbu pospolitego. Jeszcze wyżej rośnie Betula litwinowii i różanecznik kaukaski. Powyżej 1800–2000 m n.p.m. występują łąki subalpejskie, a powyżej 3500 m n.p.m. zaczyna się piętro turniowe z lodowcami i polami śnieżnymi.

## Fauna
Wśród kręgowców na terenie rezerwatu do chwili obecnej zidentyfikowano: 5 gatunków płazów, 18 gatunków gadów, co najmniej 110 gatunków ptaków i 60 gatunków ssaków. Ssaki to m.in.: koziorożec wschodniokaukaski, kozica północna, koza bezoarowa, wilk szary, lis rudy, niedźwiedź brunatny, szakal złocisty, kuna leśna, dzik euroazjatycki, łasica pospolita, borsuk europejski, żbik kaukaski (Felis silvestris caucasica), ryś euroazjatycki i rzadko spotykany lampart plamisty z podgatunku Panthera pardus ciscaucasica.
Z ptaków żyją tu m.in.: dziwonia duża, sęp kasztanowaty, orłosęp, myszołów zwyczajny, orzeł przedni, pustułka zwyczajna, sokół wędrowny.

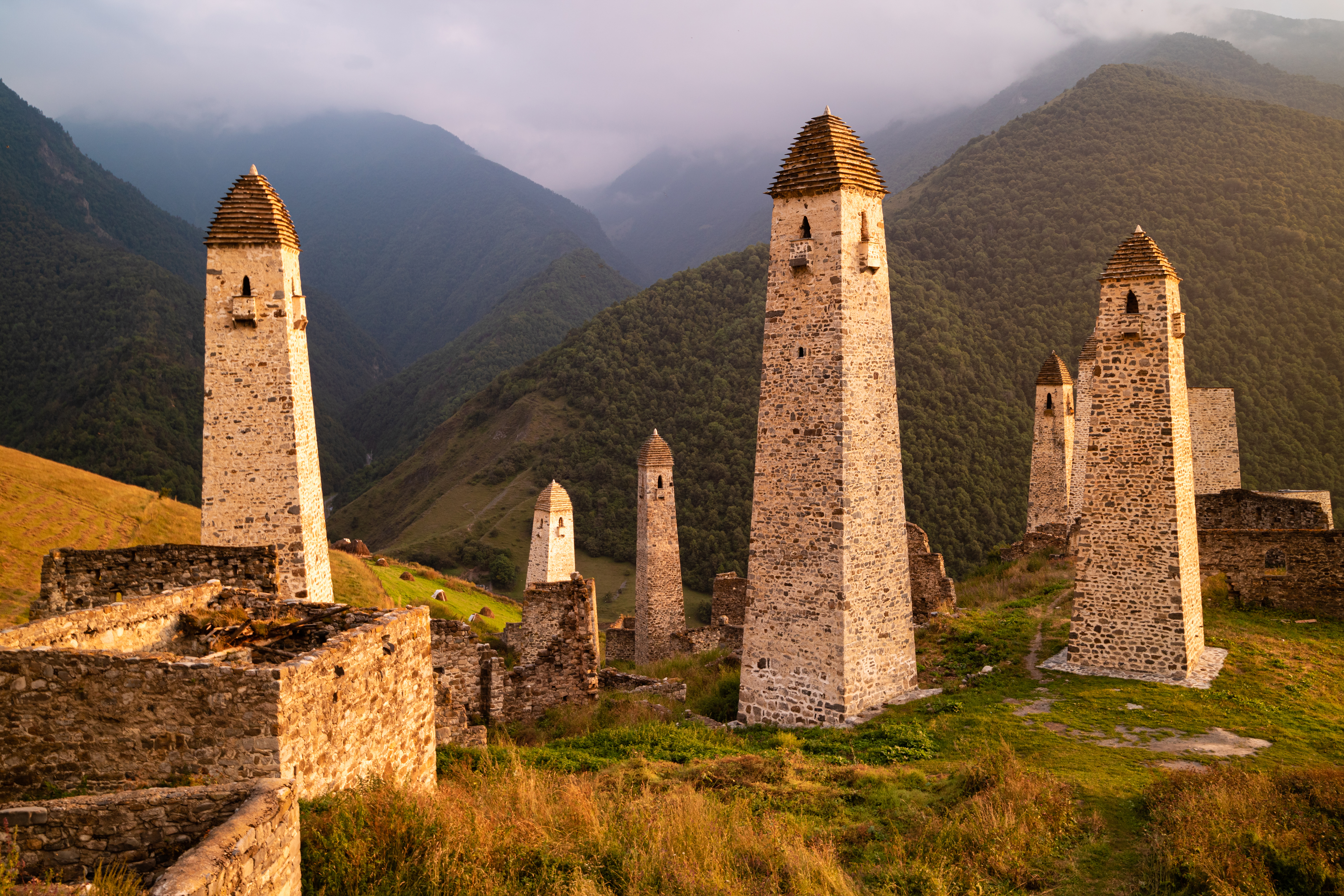
Wieże w rezerwacie

## Zabytki
Wizytówką rezerwatu jest zespół wież w Wąwozie Dżeirachskim, który składa się z ośmiu wież bojowych, dwóch półbojowych i czterdziestu siedmiu wież mieszkalnych  z XVI-XVII wieku. Wszystkie one połączone są potężnymi kamiennymi murami. Wysokość wież bojowych sięga trzydziestu metrów. W jednej z tych wież w XIX wieku odkryto wykonaną pod koniec VIII wieku n.e. brązową figurę orła, zwaną „Orłem Sulejmana”. Łącznie na terenie rezerwatu znajduje się około 200 różnych zabytków.
Zespoły wież znajdujące się w rezerwacie, a także poza nim, zostały w 1996 roku wpisane na listę informacyjną UNESCO.